# كارين بارسونز
كارين بارسونز (بالإنجليزية: Karyn Parsons)‏ هي راقصة وكاتبة سيناريو وممثلة أمريكية، ولدت في 8 أكتوبر 1966 بهوليوود في الولايات المتحدة.

## أعمال

### أفلام
- (1995) الرائد باين

## وصلات خارجية
- كارين بارسونز على موقع IMDb (الإنجليزية)
- كارين بارسونز على موقع ألو سيني (الفرنسية)
- كارين بارسونز على موقع أول موفي (الإنجليزية)
- كارين بارسونز على موقع قاعدة بيانات الأفلام السويدية (السويدية)
- كارين بارسونز على موقع إن إن دي بي (الإنجليزية)
- كارين بارسونز على موقع قاعدة بيانات الفيلم (الإنجليزية)
- كارين بارسونز على موقع كينوبويسك (الروسية)